# The New Pornographers
The New Pornographers est un supergroupe de rock indépendant canadien, originaire de Vancouver, en Colombie-Britannique. Il est formé en 1997 au sud-ouest du Canada. Leur style musical est souvent décrit de power pop.

## Biographie
Il a souvent été dit que le nom du groupe viendrait d'une citation de Jimmy Swaggart, qui a appelé la musique (en) : the new pornography (« la nouvelle pornographie »). Pourtant, Carl Newman, fondateur du groupe, n'a appris cette anecdote qu'après avoir fondé et nommé le groupe. Le nom du groupe vient en réalité d'un film japonais intitulé en anglais The Pornographers.
Newman est vite rejoint par Daniel Bejar (leader de Destroyer), Neko Case, et 3 autres noms de la scène indépendante de Vancouver. Après le succès de leur premier album, Mass Romantic, sorti en 2000, ce qui ne devait être qu'un projet parallèle et non-permanent va se transformer en véritable groupe permanent. En 2007, le magazine Blender classera l'album en 24e position des meilleurs albums de rock indépendant de tous les temps
Trois autres albums vont ensuite paraitre : Electric Version, en 2003, Twin Cinema en 2005 et Challengers en 2007. Il existe aussi un album live, distribué uniquement durant les concerts et sur le site du groupe. Leur style musical est influencé par d'autres groupes, comme The Cars ou Cheap Trick. Le compositeur principal, Carl Newman, cite Burt Bacharach, Jim Webb et Brian Wilson comme étant ses principales influences.
Le 26 janvier 2017, The New Pornographers annoncent leur septième album, Whiteout Conditions, pour le 7 avril. L'album est précédé par le single High Ticket Attractions. L'album fait d'abord participer le batteur Joe Seiders comme membre permanent avant de remplacer le batteur Kurt Dahle à la mi-2014. Il est aussi le premier album des New Pornographers à ne pas faire participer Dan Bejar.

## Membres

### Membres actuels
- Carl Newman – chant, guitare (depuis 1997)
- Dan Bejar – chant, guitare (depuis 1997 ; inactif)
- Neko Case – chant (depuis 1997)
- John Collins – basse (depuis 1997)
- Blaine Thurier – claviers, synthétiseur (depuis 1997)
- Todd Fancey – guitare solo (depuis 2003)
- Kathryn Calder – chant, claviers, guitare (depuis 2005)
- Joe Seiders – batterie, chant (depuis 2014)
- Simi "Stone" Sernaker  – violon, chant (depuis 2015)[7]

### Membres de tournée
- Lindsay « Coco » Hames – chant, percussions, guitare acoustique (2014)

### Ancien membre
- Fisher Rose – batterie (1997-1999)
- Kurt Dahle – batterie, chant (1999–2014)